# Benátky nad Jizerou
Benátky nad Jizerou település Csehországban, a Mladá Boleslav-i járásban. Benátky nad Jizerou Zdětín, Jiřice, Brodce, Sedlec, Horky nad Jizerou, Čachovice, Luštěnice, Kochánky, Milovice, Předměřice nad Jizerou és Lipník településekkel határos. Lakosainak száma 7877 fő (2024. január 1.).

## Népesség
A település lakosságának változását az alábbi diagram mutatja:
| Lakosok száma | 3734 | 4706 | 5236 | 5840 | 7104 | 7357 | 7367 | 7418 | 7445 | 7877 |
|               | 1869 | 1900 | 1921 | 1961 | 1980 | 2011 | 2016 | 2019 | 2021 | 2024 |